# Tofslärkan 12

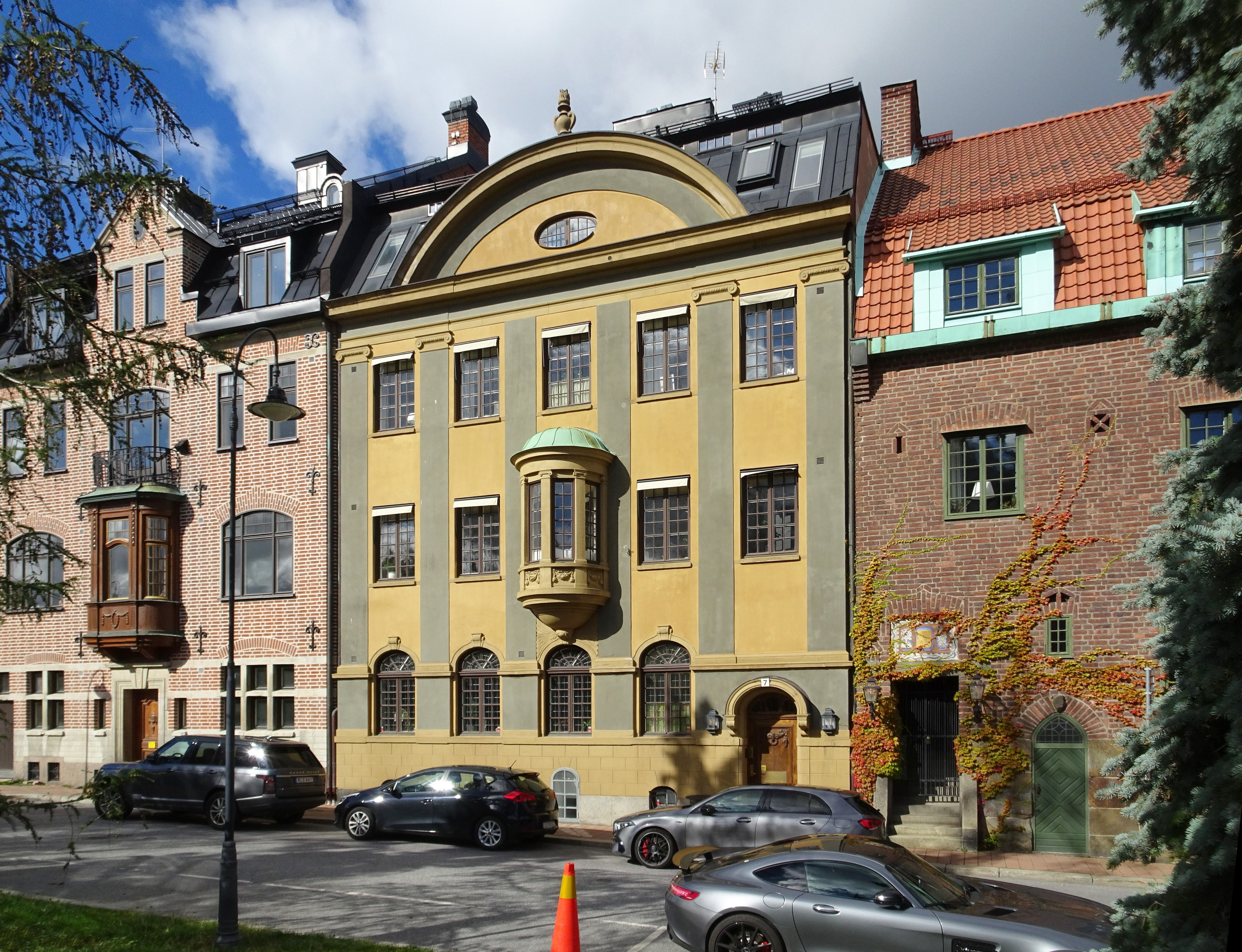
Tofslärkan 12, Tyrgatan 7 (i mitten), Tofslärkan 11 (till höger) och Tofslärkan 13 (till vänster), september 2022.

Tofslärkan 12 en kulturhistoriskt värdefull före detta villafastighet i kvarteret Tofslärkan i Lärkstaden på Östermalm i Stockholm. Denna stadsvilla vid Tyrgatan 7 uppfördes 1909 av byggmästaren Carl Eugen Öfverberg för juristen Carl Johan Ulrich efter ritningar av dennes bror arkitekt Erik Ulrich. Fastigheten är grönmärkt av Stadsmuseet i Stockholm, vilket innebär "särskilt värdefull från historisk, kulturhistorisk, miljömässig eller konstnärlig synpunkt".

## Bakgrund och planering

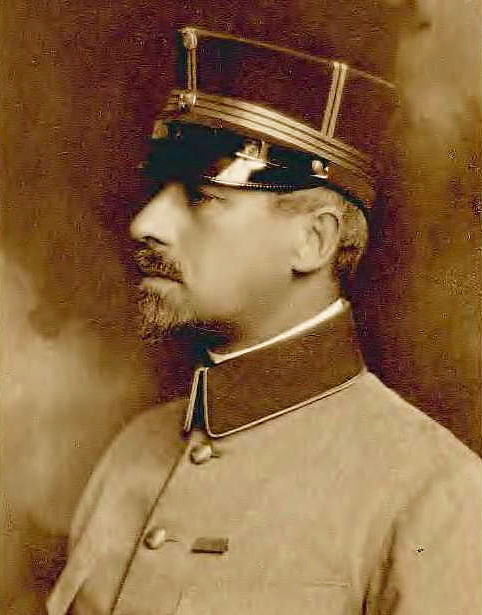
Byggherren Ulrich.

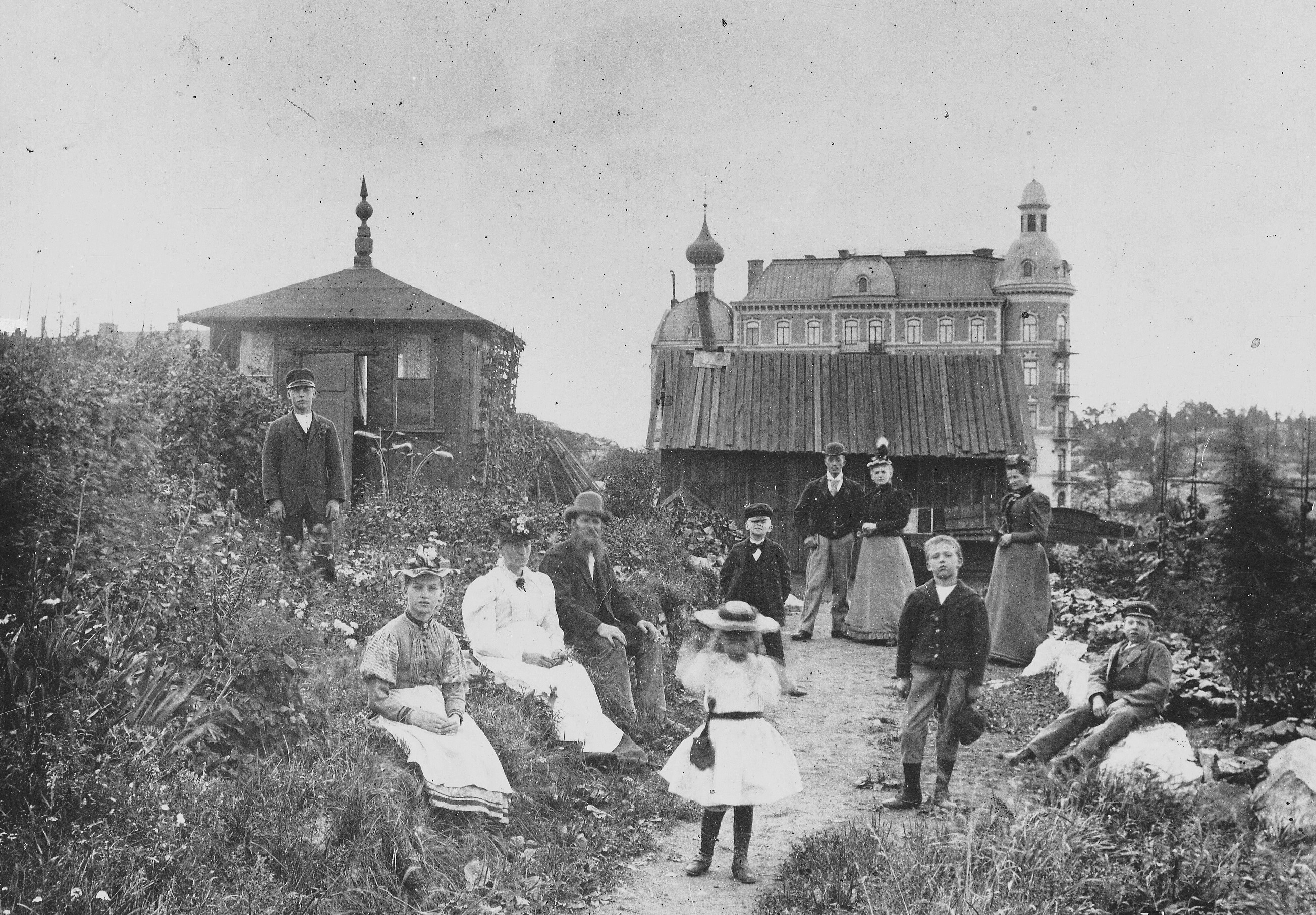
Blivande Lärkan 11 och 12, 1890.

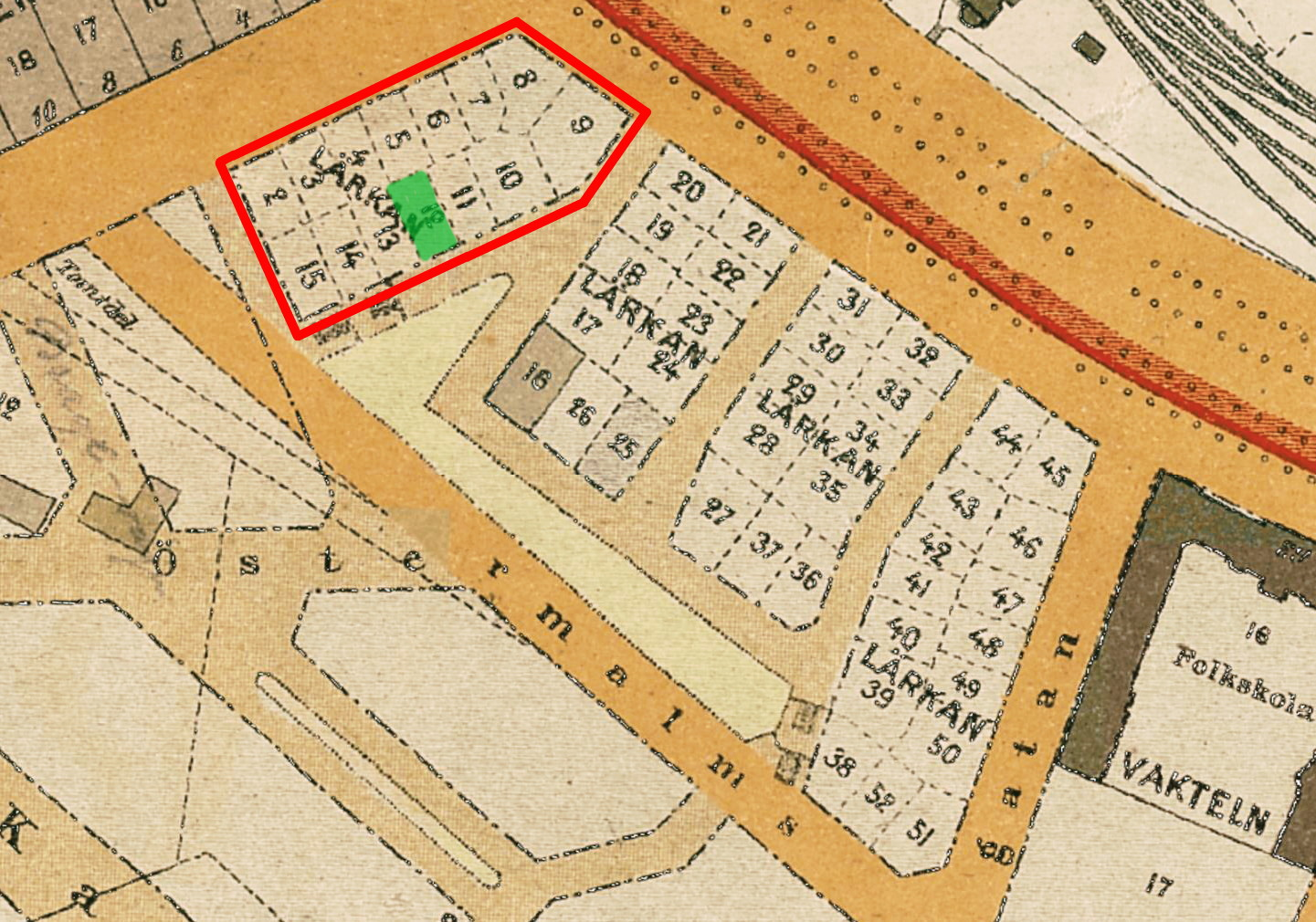
Kvarteret Lärkan 1909 tomt nr 10 (grön), dagens Tofslärkan 12.

Fastigheten Tofslärkan 12 bildades på det nya kvarteret Lärkan (dagens Tofslärkan, Trädlärkan, Sånglärkan och Piplärkan) som fastställdes i juni 1907 efter en stadsplaneändring. Stadsplanen för Lärkan hade utarbetats 1902 av Per Olof Hallman vilken hade studerat Englands townhouses och kom 1910 själv att flytta in i sin stadsvilla på Sånglärkan 6. Projektet med ”sammanbyggda enfamiljshus” (begreppet radhus fanns inte än) i Lärkan kan ses som ett experiment och en helt ny boendeform i Stockholm på 1900-talets början. 
I Svenska Dagbladet från december 1910 kallades Lärkan för "Stockholms stads experimentalfält för omplantering af den engelska hemidén". Målgruppen var den välsituerade borgarklassen med yrken som direktörer, företagare, läkare, högre tjänstemän och ingenjörer, även några arkitekter och byggmästare flyttade hit. Stadsingenjörskontoret fick i uppdrag att stycka "överkomliga" tomter med storlekar mellan drygt 270 och 550 kvadratmeter. Speciellt för området var även att samtliga villor ritades individuellt av olika arkitekter och inte av en och samma arkitekt som senare blev vanlig för radhusbebyggelse.
En av dessa tomter var fastigheten Lärkan 12 (sedermera namnändrad till Tofslärkan 12) som låg mitt i längan nr 10–15. På platsen fanns en bergsknalle som, med undantag av några ruckel, var obebyggd, vilket framgår på ett fotografi från 1890-talet. Fastigheten hörde till de minsta i kvarteret och omfattade en areal om 276 kvadratmeter inklusive en nio meter bred trädgårdstomt.
Stadsplanerarnas avsikt var att Lärkans små trädgårdar skulle bilda ett sammanhang med gröna utblickar mellan husen. Tomterna kom dock att inhägnas av höga murar vilket delvis spolierade den ursprungliga idén. Tomten nr 12 i Lärkan köptes den 30 april 1909 av regementsauditören Carl Johan Ulrich. Försäljningen av Lärkans tomter började i februari 1909 genom auktioner utförda av Stockholms stad och Ulrich var bland de första nybyggarna i kvarteret.

## Byggnadsbeskrivning

### Exteriör

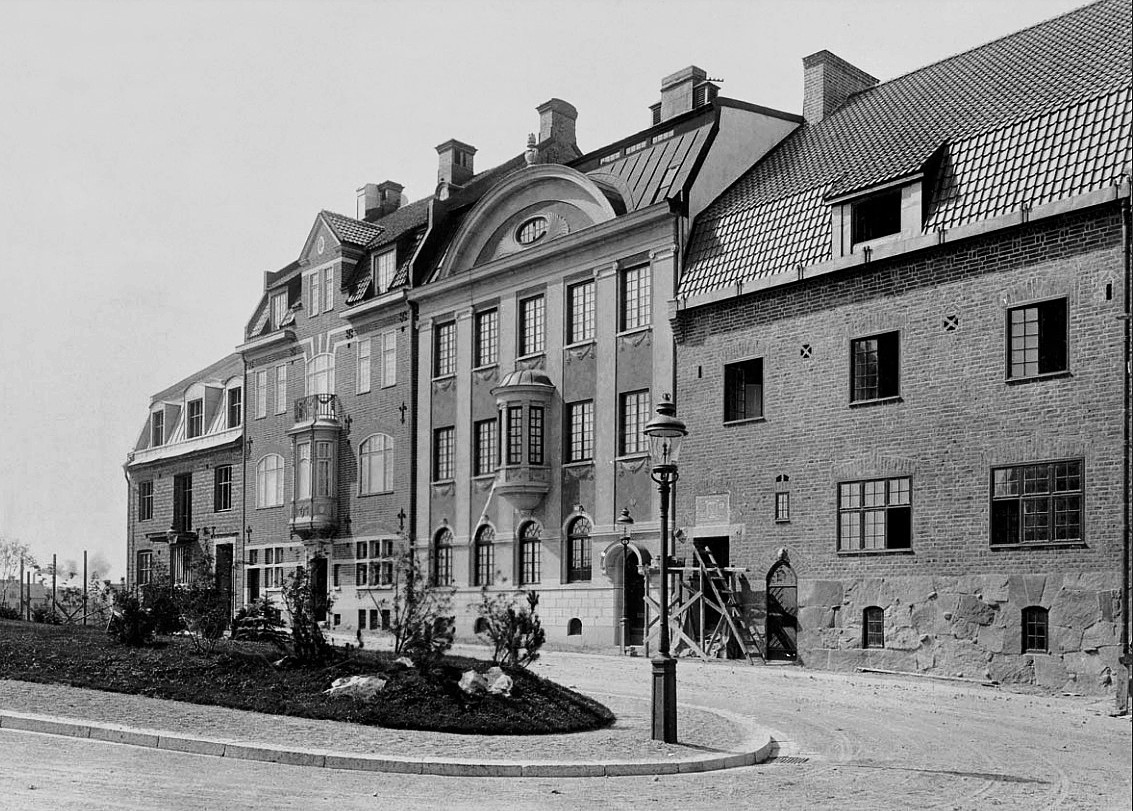
Tofslärkan 11 (närmast), sedan 12, 13 och 14, omkring 1911.

Ulrich lät sin bror Erik Ulrich rita huset och Carl Eugen Öfverberg anlitades att bygga det. Erik Ulrik gestaltade ett praktfullt, palatsliknade hus i tre våningar med källare och delvis inredd vind. Fasaden slätputsades och formgavs symmetrisk i en bredd av fem fönsteraxlar med pilastrar i avvikande kulör mellan fönstren. Pilastrarnas plintar omfattar större delen av bottenvåningens fasad. Bottenvåningens fönster utformades rundbågiga med segmentbågar i puts och en slutsten i form av en konsol. Övriga fönster är raka, samtliga fick småspröjsade rutor. Under fönstren våning en och två trappor fanns ursprungligen putsfestonger som försvann vid en senare fasadrenovering.
Iögonfallande är husets halvrunda karnap med koppartak. Den är omsorgsfull utförd med bland annat festongornament och pilastrar med joniska kapitäl och placerades mitt på fasaden i höjd med våning en trappa där den hörde till salongen. Fasadens mittparti betonas av en segmentformad frontespis som höjer sig över takfoten och smyckas av ett ovalt fönster samt kröns av en amfora. 
Entréporten placerades längst till höger. Portalen inramas av en konsolburen segmentbåge. Här syns Erik O. Ulrich i putsen samt årtalet 1909-10 och initialerna C J E som står för byggherren Carl Johan Ulrich och E Ö som står för byggmästaren Carl Eugen Öfverberg. Själva dörrbladet är från byggåret 1909 och av ek med snidad festong i spegeln och halvcirkelformat överljusfönster. Husets byggnadsstil är nyklassicistiskt och illustrerar den arkitektoniska mångfalden i lärk-kvarteren vilken både hyllades och kritiserades av samtiden.

### Interiör

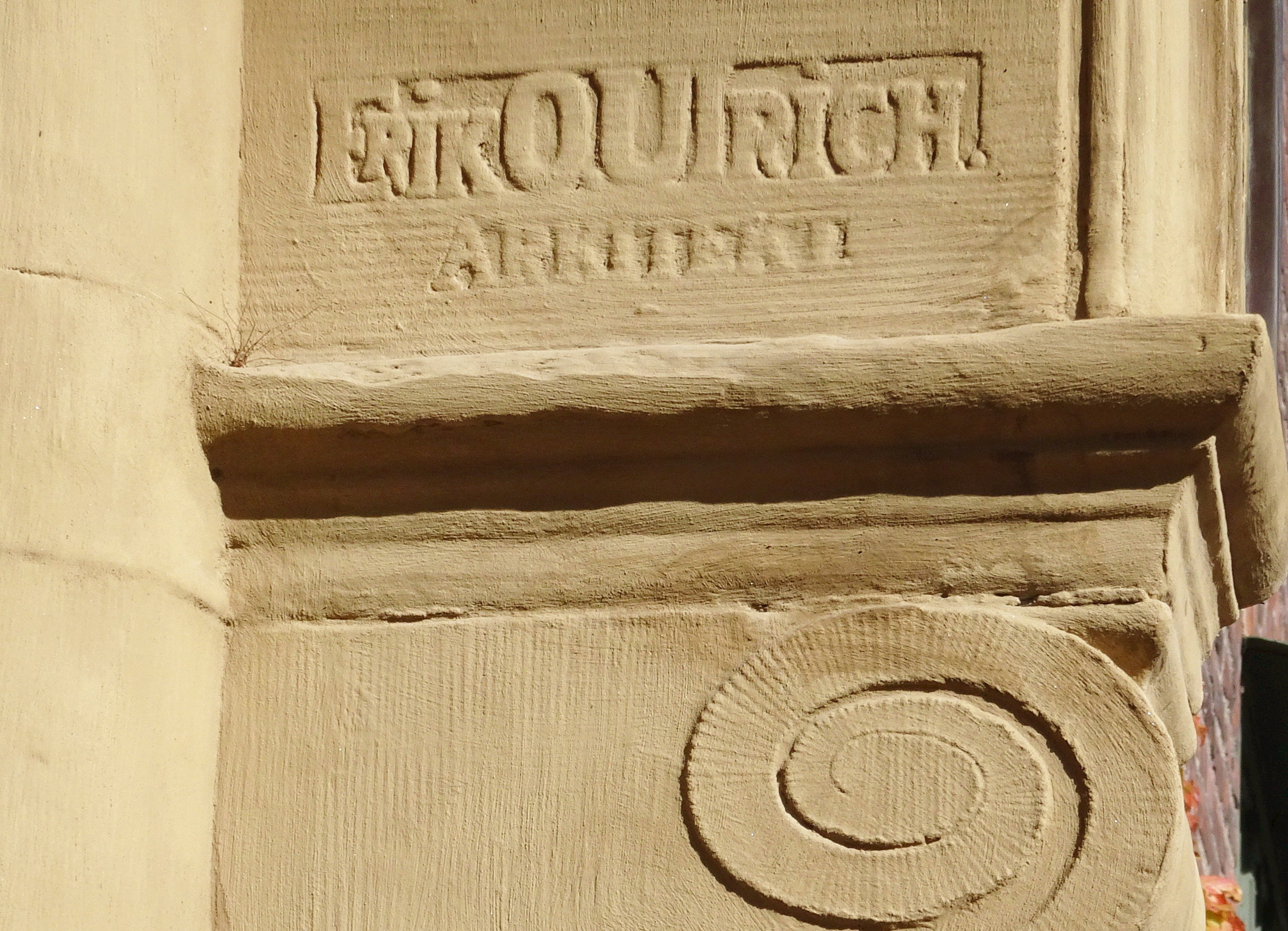
"Erik O Erik Ulrich" i portalvalvet.

Erik Ulrich ritade en mycket rymlig villa åt sin bror med familj. Enligt folkräkningen från 1910 fanns i hushållet utöver husherren, hustru Selma Elisabeth och deras tre söner samt tre ”tjänarinnor”. Familjens representationsvåningar låg på bottenvåningen och våning en trappa, medan sovrumsavdelningen fanns på våning två trappor.
Rumsfördelningen enligt ursprungsritningarna från 1909 var följande:
- Källarvåning – pannrum för centralvärme, ved- och kolförråd, fruktkällare, matkällare, tvättrum, strykrum, passage mellan gatan och gården
- Bottenvåning – entré, tambur med kapprum, kök och jungfrukammare mot gården, matsal mot gatan
- Våning 1 trappa – trappa och övre hall, salong och fruns rum i fil mot gatan, herrensrum med balkong mot gården
- Våning 2 trappor – tre barnkammare mot gatan, två sängkammare och ett badrum mot gården
- Vind – delvis inredd med klädkammare, ett rum och kallvind

### Originalritningar från 1909

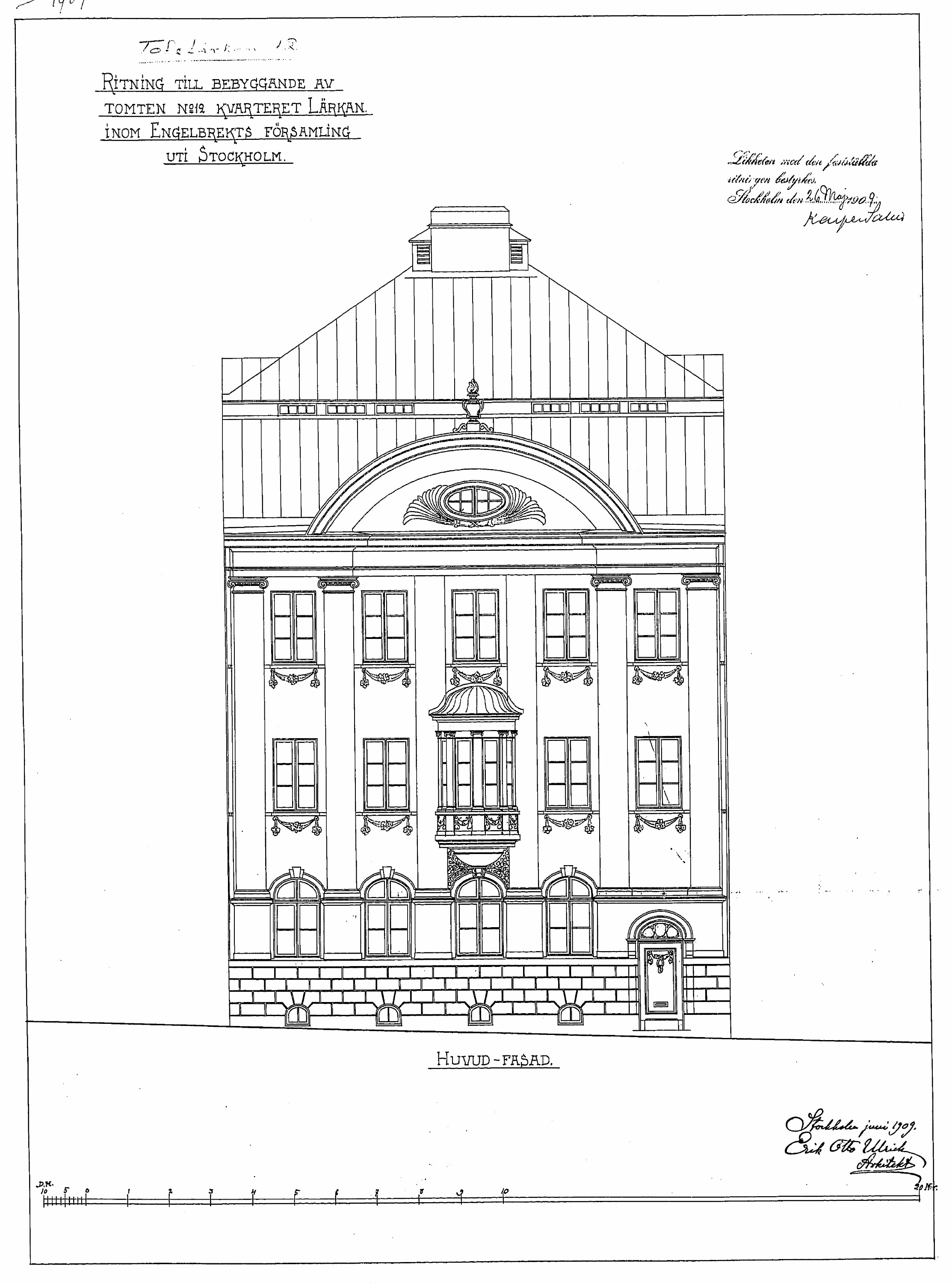
Fasad mot Tyrgatan.
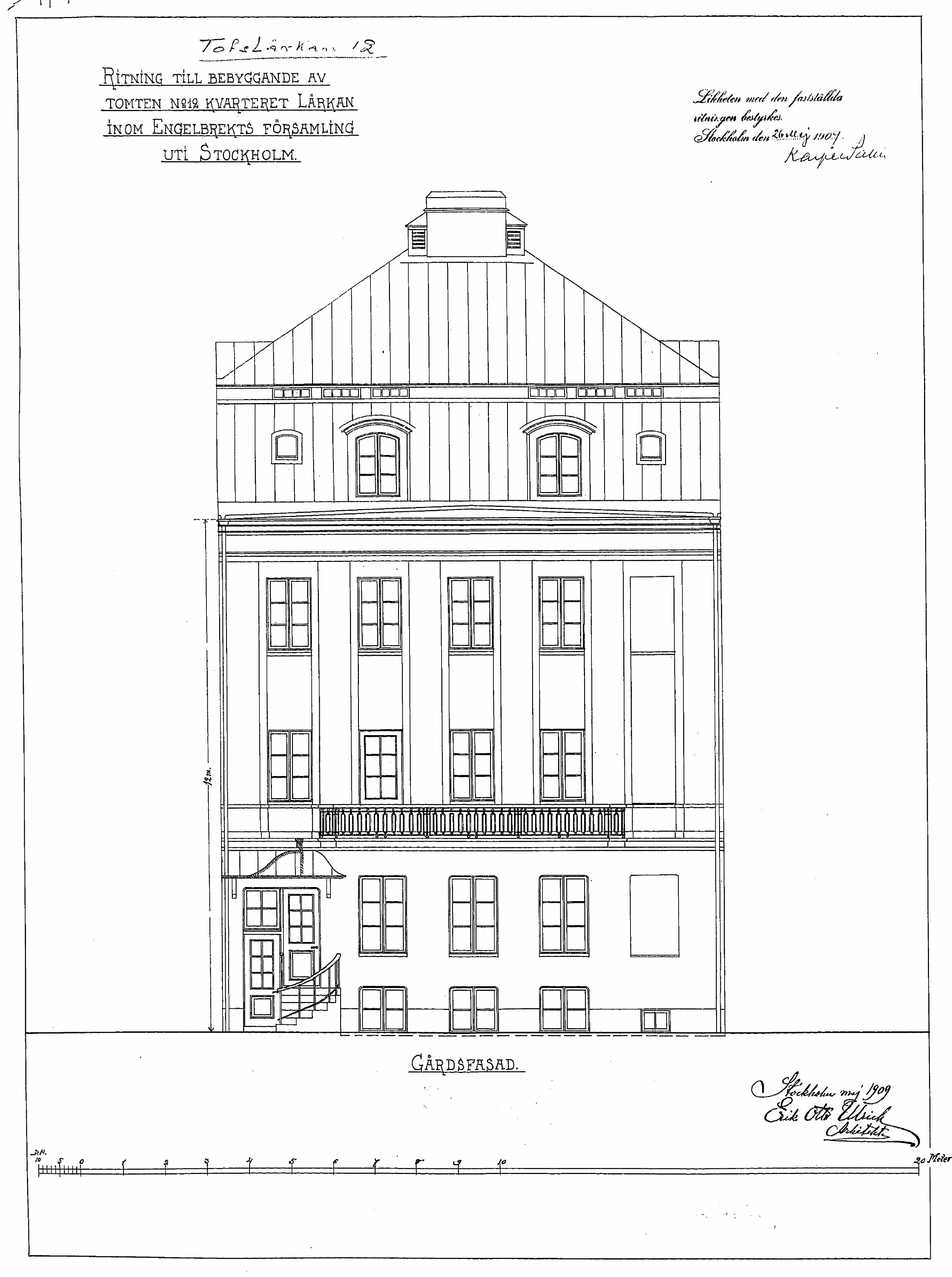
Fasad mot gården.
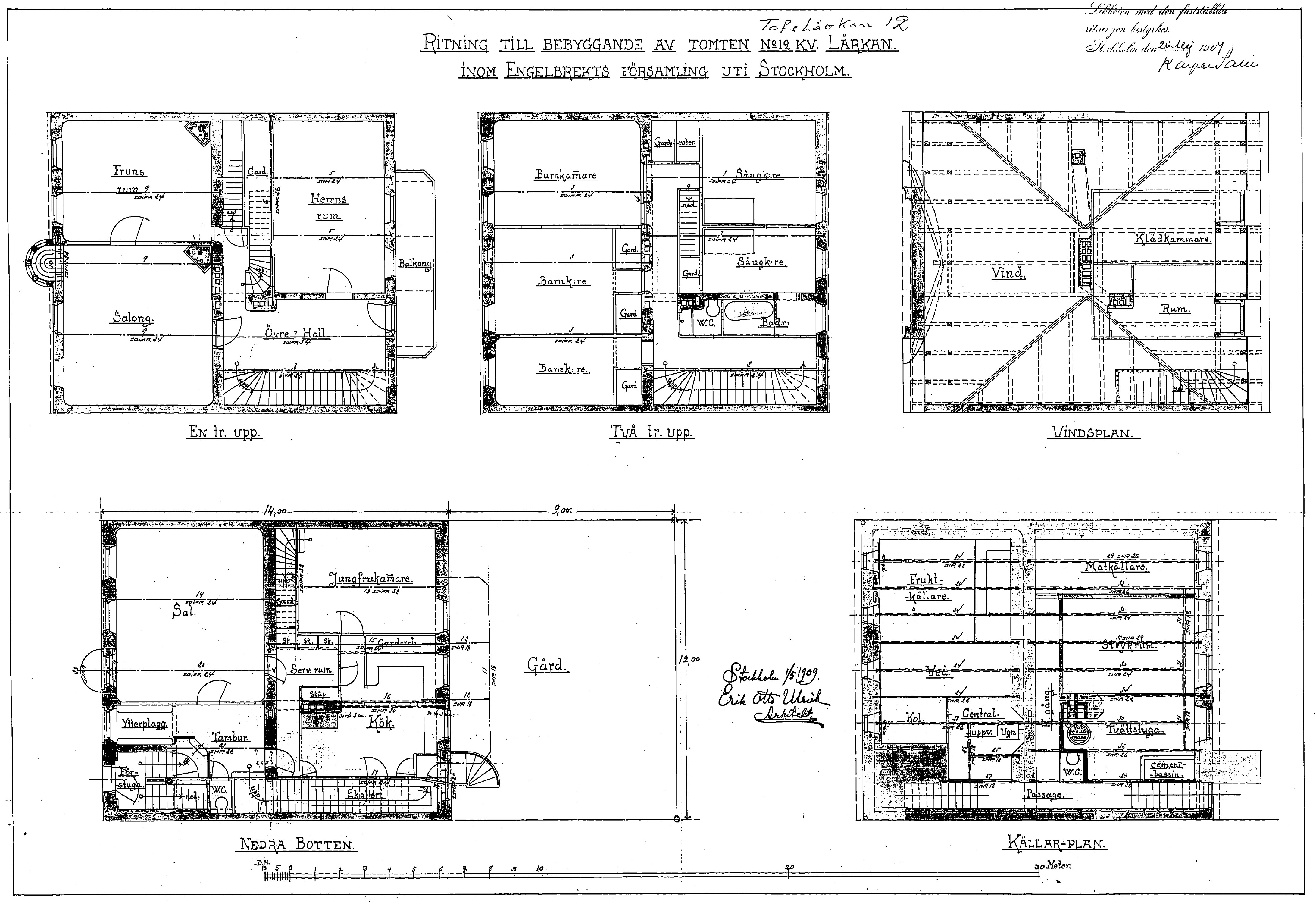
Planer.
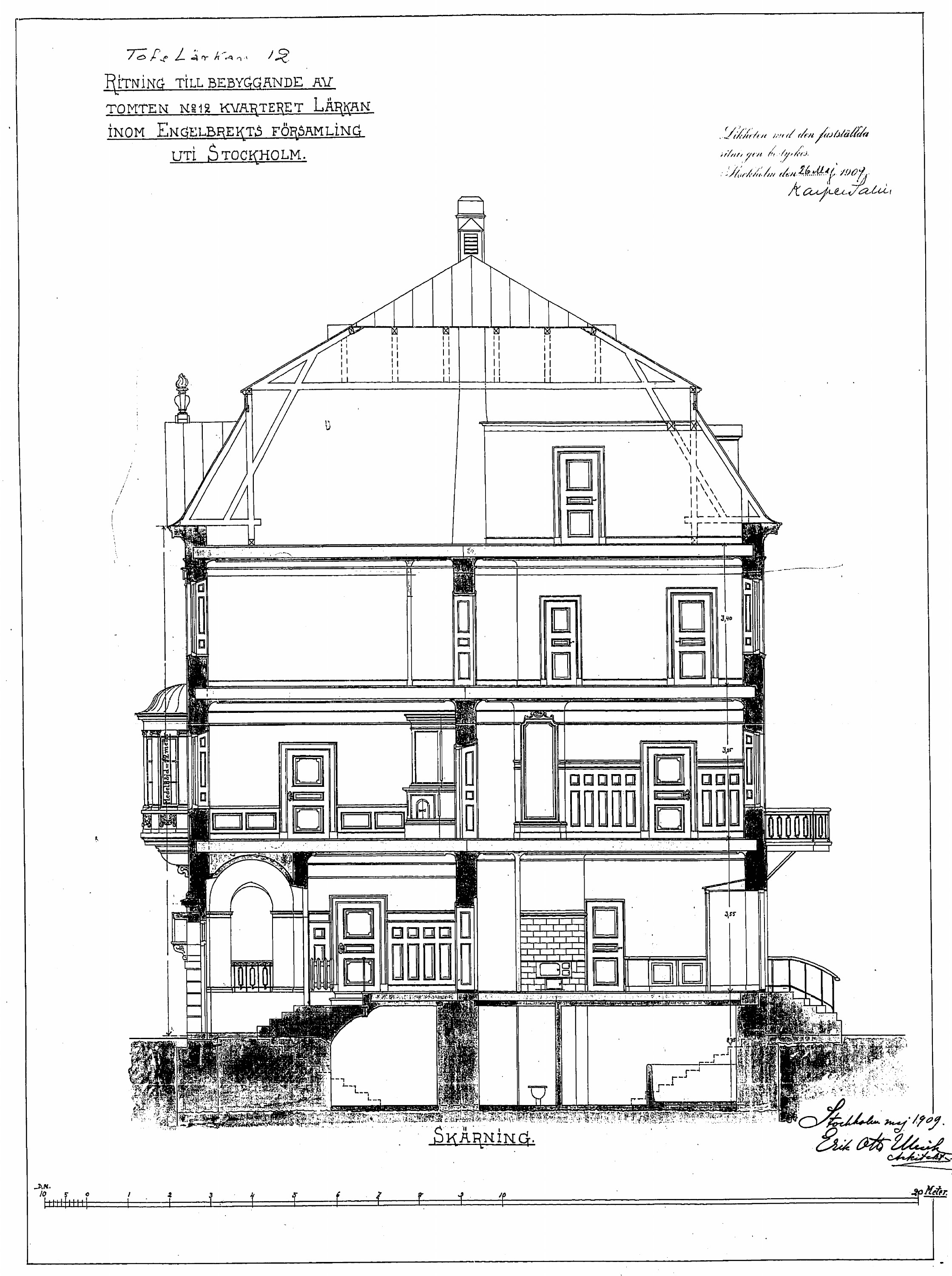
Sektion.

## Nya ägare och ändringar
Familjen Ulrich bodde till omkring 1916 i sin villa i Lärkstaden. 1917 uppger Stockholms adresskalender Carl Henning von Horn (far till Carl von Horn) som ägare och 1923 en kapten G.T. Jakobsson. Theodor Jakobsson, sedermera överste, bodde med fru Marianne Silversköld och sex barn i fastigheten fram till 1952. På 1950-talet kontoriserades Tofslärkan 12 och grannfastigheten Tofslärkan 13 av och för konsultföretaget Kjessler & Mannerstråle varvid den ursprungliga rumsindelningen förändrades komplett. Mellan båda upptogs dörröppningar för inbördes kommunikation. Nästa stora ingrepp skedde på 1970-talet när Sveriges Åkeriägares Inköps- och Förvaltnings AB (SÅIFA) flyttade in och även nyttjade Tofslärkan 13. På 1990-talet hade Institutet för rättshistorisk forskning sin verksamhet i båda byggnader. Fastigheten förvärvades 2010 tillsammans med grannfastigheten för totalt 70 miljoner kronor av Tyrgatan Fastigheter AB. 2011 byggdes båda fastigheter om till flerbostadshus. År 2017 såldes Tofslärkan 12 till entreprenören Jonas Nordlander, barnbarnsbarn till Theodor Jakobsson, för 110 miljoner kronor.

### Nutida bilder

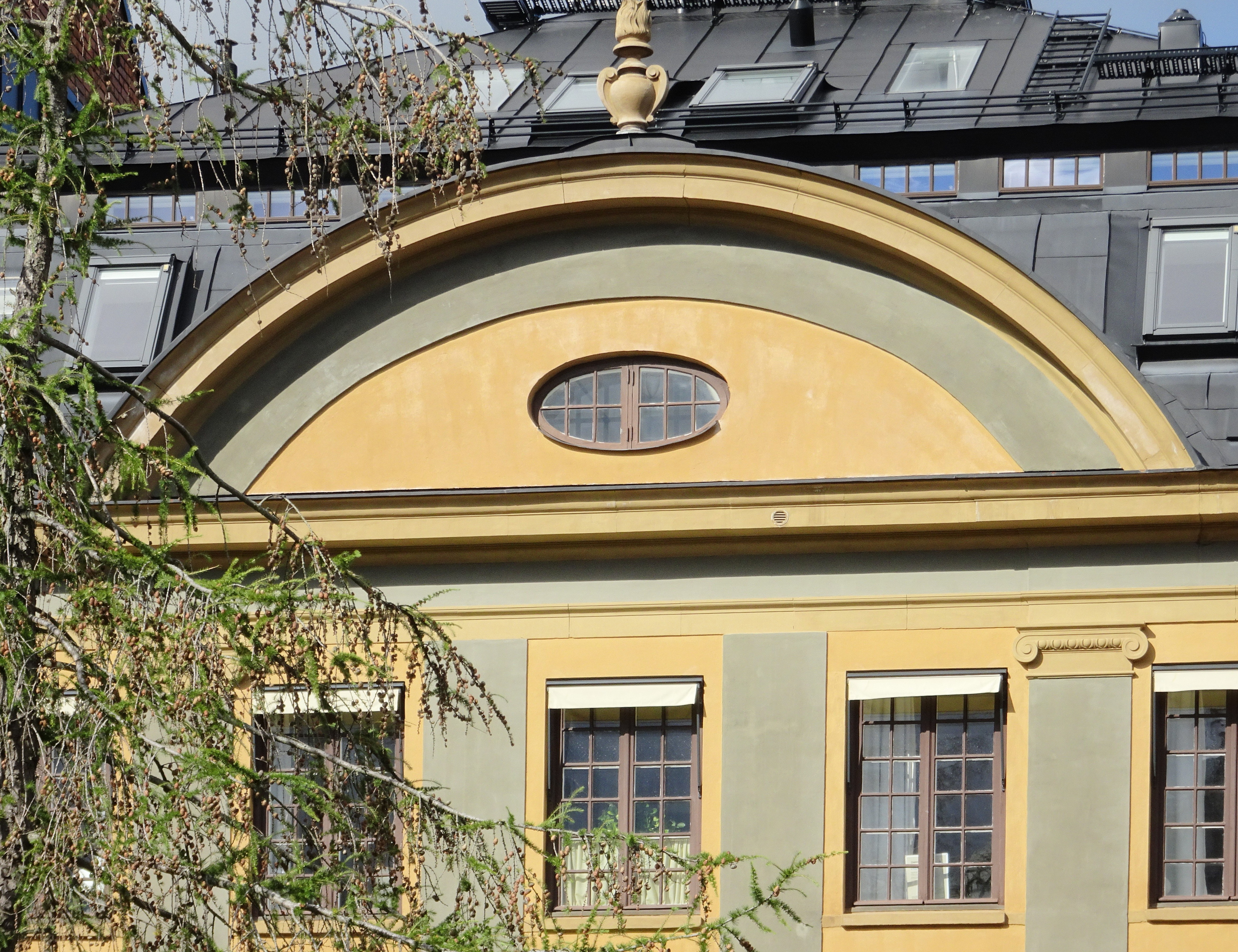
Husets segmentformade frontespis.
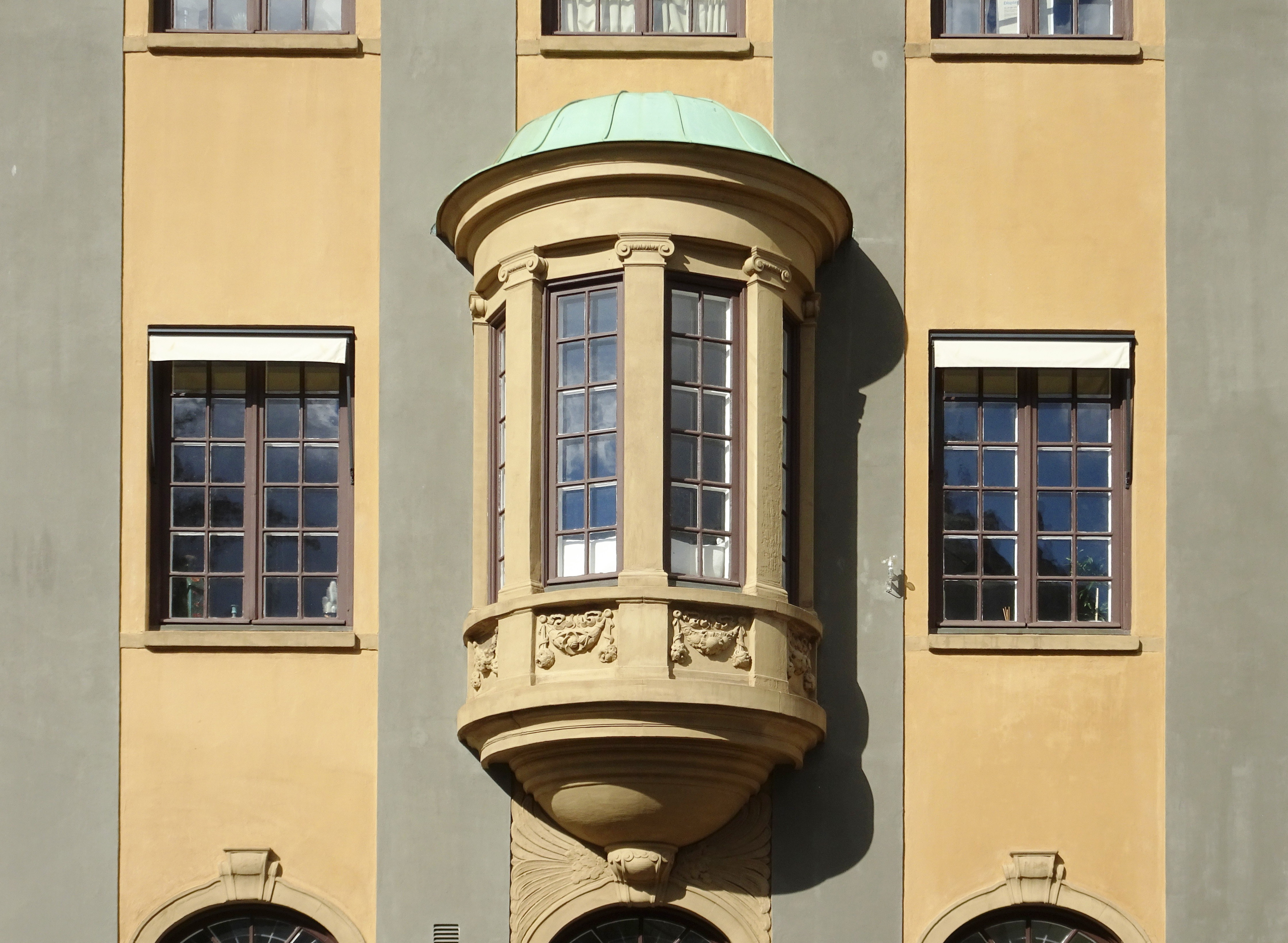
Husets halvrunda karnap.
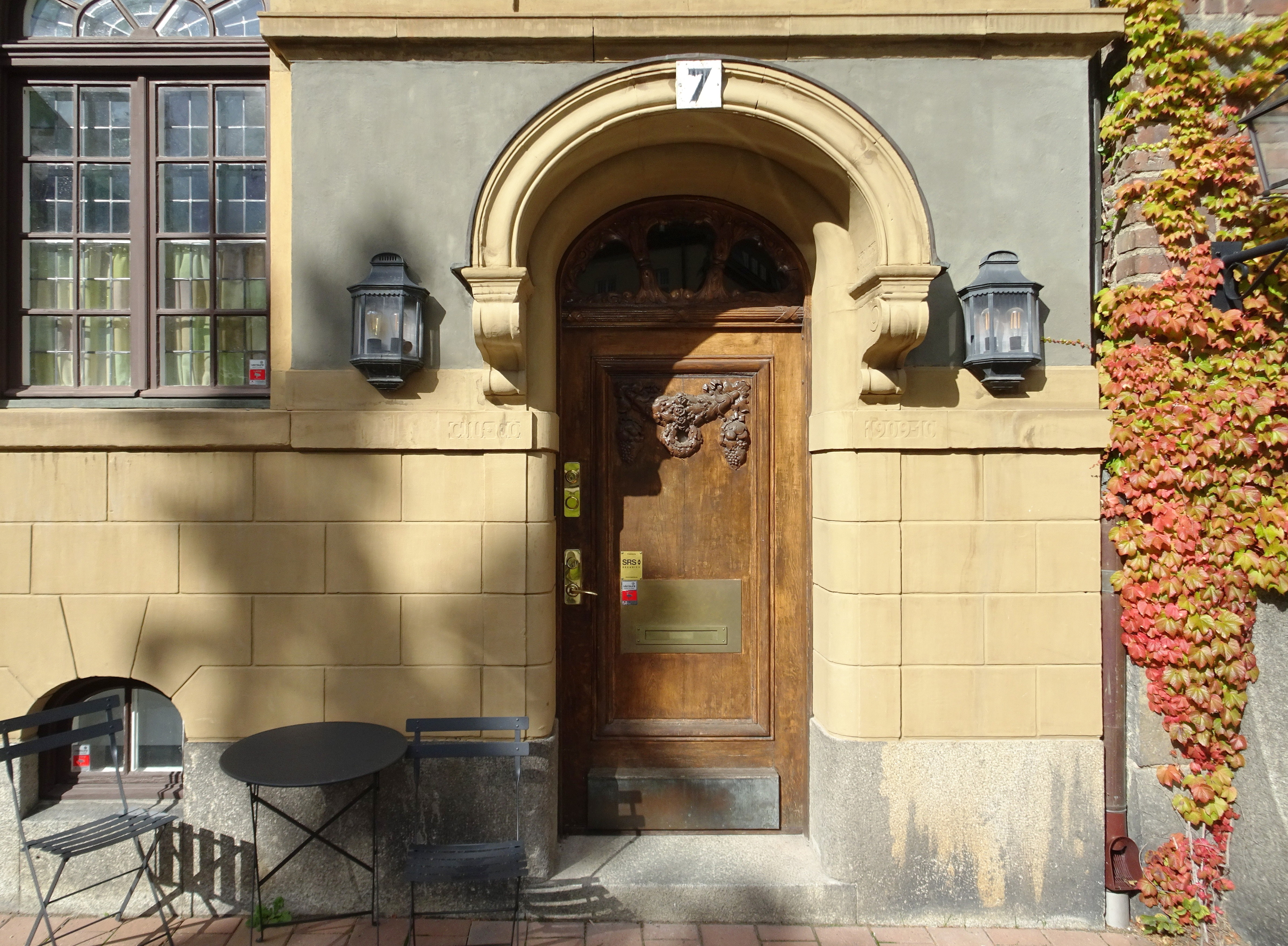
Portalen och entrén.
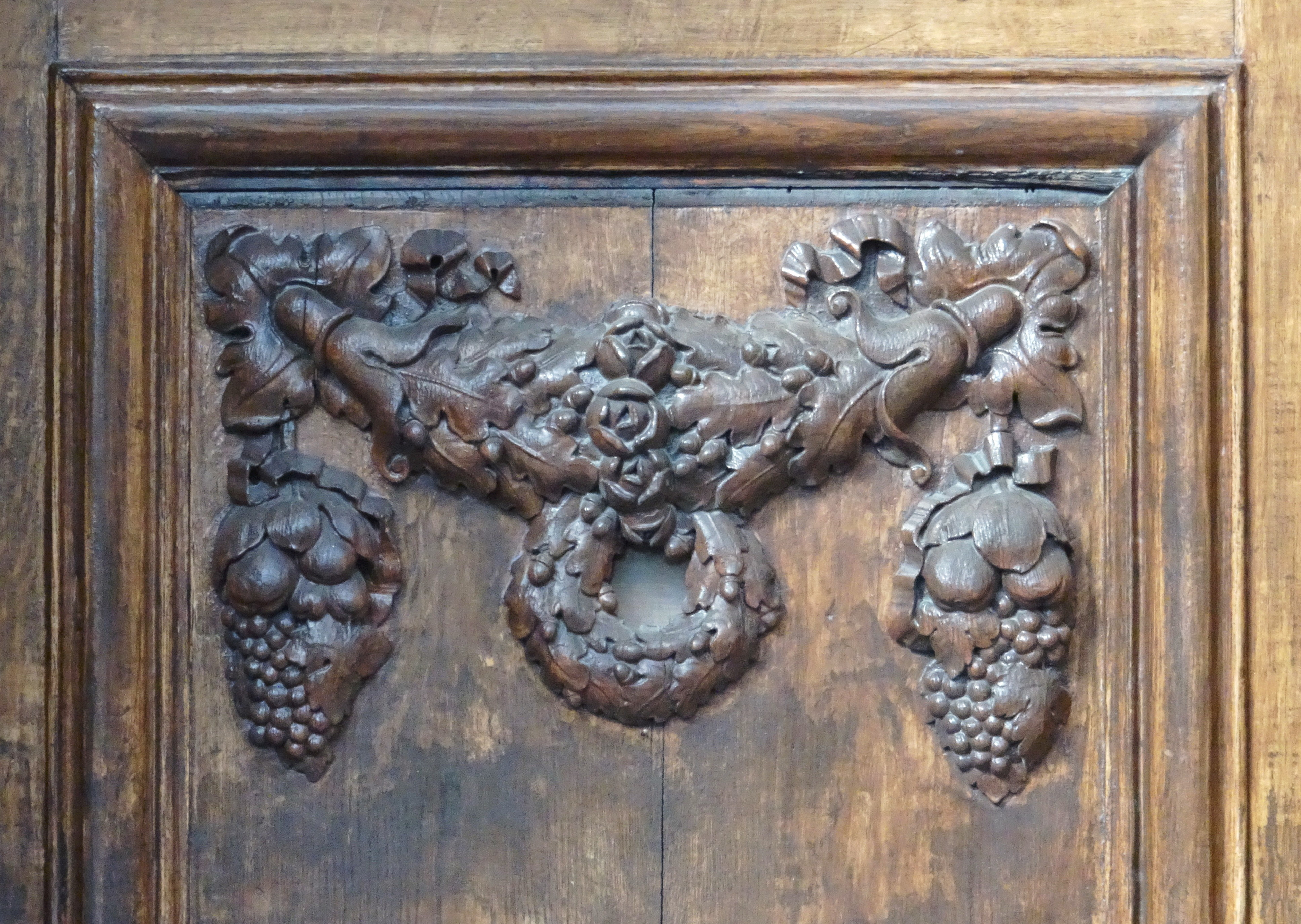
Entrédörrens festong.